# Far de l'Albir
El far de Punta Albir és un far situat en la localitat alacantina de L'Alfàs del Pi. Va ser inaugurat el 30 d'abril de 1863 seguint el projecte de 1855 de l'enginyer Antonio Molina. En els seus voltants es troba les ruïnes restaurades de la torre Bombarda, una torre de vigilància del segle xvii de quatre metres d'altura que servia per avisar dels freqüents atacs dels pirates berberiscos.
L'any 2011 va ser restaurat i ara s'utilitza com un centre d'interpretació que inclou una sala d'exposicions d'art, col·leccions vinculades a la cultura marinera, al medi ambient i a l'entorn del Parc natural de la Serra Gelada. Va estar habitat per dues famílies fins a principis de la dècada de 1960 quan es va mecanitzar el seu funcionament. El seu accés es realitza a través d'una carretera o via de servei de 2,5 quilòmetres, que va ser asfaltada en 1963.